# 11620 Susanagordon
11620 Susanagordon è un asteroide della fascia principale. Scoperto nel 1996, presenta un'orbita caratterizzata da un semiasse maggiore pari a 2,6415083 UA e da un'eccentricità di 0,1340064, inclinata di 13,46005° rispetto all'eclittica.
L'asteroide è dedicato a Susana Gordon, badante al Good Samaritan Hospital di New York.